# Atka-Gletscher
Der Atka-Gletscher ist ein Gletscher in der Convoy Range im ostantarktischen Viktorialand. Er fließt östlich des Flagship Mountain in nördlicher Richtung zum Fry-Gletscher.
Die neuseeländische Nordgruppe der Commonwealth Trans-Antarctic Expedition (1955–1958) entdeckte ihn 1957 und benannte ihn nach dem Eisbrecher USS Atka, der von 1956 bis 1957 zum US-Verband im McMurdo-Sund gehörte.